# 卡扎钦斯科-连斯基区
卡扎钦斯科-连斯基区（俄语：Казачинско-Ленский район）是俄罗斯联邦伊尔库茨克州下辖的一个区，其行政中心为卡扎钦斯科耶。据2016年统计，该区的人口为17291人。